# Lohaghat
Lohaghat (hindi लोहाघाट) – miasto w północnych Indiach w stanie Uttarakhand, na pogórzu Himalajów Małych.
Populacja miasta w 2001 roku wynosiła 5828 mieszkańców.